# Mia Mäkilä
Mia (Maria) Helena Mäkilä, född 21 mars 1979 i Norrköping, är en svensk målare som skapar både i collageform, blandteknik och målar i akryl på duk. 
Mia Mäkilä växte upp i Lindö, en lugn villaförort till Norrköping men är idag bosatt och verksam i Stockholm. Hon visste tidigt att hon ville bli konstnär och satsade på sin karriär redan i ung ålder. 2007 fick hon sitt stora genombrott med sin utställning My Victorian Secret på Grammofon Q i Norrköping. My Victorian Secret visade upp hela 70 av Mia Mäkiläs konstverk som alla var skapade under en längre depression. Detta bearbetar Mia i sina skräckbilder med sin egensinniga blandning av allvar och humor.
Hon är en del av Lowbrow-konströrelsen och kallar sig skräckkonstnär eller Pop Surrealist, några ganska okända konstbegrepp i Sverige och har medverkat i stora lowbrowutställningar, bland annat i Paris och Hamburg och har haft egna soloutställningar med stor framgång i både Stockholm, Norrköping, Lund och Köpenhamn. 
Influenserna är många. Mest från filmens värld. Ingmar Bergman, David Lynch, Tim Burton och Walt Disney Studios på 1930-40-talet. Men också från konsthistorien och samtida konst som Pop Surrealism och Lowbrow, Goth och Horror Art.
Stilen på Mia Mäkiläs konst är en blandning mellan sött, absurt, skräck och humor, mestadels demonporträtt med sexuella undertoner.
Vid sidan om sitt skapande, driver Mia Mäkilä en blogg som hon uppdaterar flera gånger om dagen med dagboksinlägg, konst, roliga Youtube-klipp och absurda bilder.

## Utställningar i urval
- 2007 My Victorian Secret på Grammofon Q i Norrköping (solo)
- 2007 Don't Wake Daddy II på Feinkunst Krüger i Hamburg
- 2008 Galleri Hera på Hornsgatan i Stockholm (solo)
- 2008 Freak Wave Group Art Show på Galerie Les Singuliers i Paris
- 2008 It's All In My Head på Galleri Ängeln i Lund (solo)
- 2008 Copenhagen  Nordic Art Fair 2008 (via MOHS Exhibit)
- 2009 The EXIT festival and Maison des Art et de la Culture 2009 i Paris
- 2009 Dagsljusdemoner på Galleri Vända Sida, Linköpings Stadsbibliotek (solo)
- 2009 My Pink Hell på MOHS Exhibit i Köpenhamn (solo)
- 2009 Cut & Paste på KG52 på Kammakargatan 52 i Stockholm
- 2009 Here To stay på MOHS Exhibit i Köpenhamn
- 2010 The Last Days Of My Demons på Nationalgalleriet vid Stortorget i Gamla Stan i Stockholm (solo)[1]
- 2010 Nouveaux Monstres på LiFE i Saint-Nazaire i Frankrike
- 2010 Södra Teatern, Mosebacke Torg i Stockholm (solo)
- 2010 Don't Wake Daddy V på Feinkust Krüger i Hamburg
- 2010 Subtleties Of Characters på WWA Gallery i Culver City, USA